# Voljčince
Voljčince (cyr. Вољчинце) – wieś w Serbii, w okręgu toplickim, w gminie Žitorađa. W 2011 roku liczyła 830 mieszkańców.